# Zolonquiapa
Zolonquiapa är en ort i Mexiko.   Den ligger i kommunen Tilapa och delstaten Puebla, i den sydöstra delen av landet, 110 km sydost om huvudstaden Mexico City. Zolonquiapa ligger 1 205 meter över havet och antalet invånare är 1 159.
Terrängen runt Zolonquiapa är kuperad norrut, men söderut är den platt. Runt Zolonquiapa är det ganska tätbefolkat, med 65 invånare per kvadratkilometer. Närmaste större samhälle är Izúcar de Matamoros, 7,5 km öster om Zolonquiapa. Omgivningarna runt Zolonquiapa är en mosaik av jordbruksmark och naturlig växtlighet.